# The Jester Race
The Jester Race (с англ. — «Путь шута») — второй студийный альбом мелодик-дэт-метал-группы In Flames, вышедший в 1996 году. Считается одним из наиболее значимых альбомов мелодичного дэт-метала.

## Об альбоме
The Jester Race первый альбом, записанный с вокалистом Андерсом Фриденом, до этого группа использовала сессионного вокалиста. Также это первый альбом с участием Бьорна Геллоте, который в будущем станет основным гитаристом группы. Был издан видеоклип на песню «Artifacts of the Black Rain».
После издания альбома группа отправилась в тур вместе с группами Samael, Grip Inc. и Kreator.
The Jester Race — это один из первых и классических альбомов в стиле мелодичный дэт-метал, наравне с альбомами группы At the Gates Slaughter of the Soul и Dark Tranquillity The Gallery, включивший в себя типичные для жанра мелодизм, двойные соло-гитары, высокий гроулинг и использование акустических гитар.

## Список композиций
| №   | Название                                | Музыка          | Длительность |
| --- | --------------------------------------- | --------------- | ------------ |
| 1.  | «Moonshield»                            | Еспер Стрёмблад | 5:04         |
| 2.  | «The Jester's Dance» (инструментальная) |                 | 2:11         |
| 3.  | «Artifacts of the Black Rain»           |                 | 3:17         |
| 4.  | «Graveland»                             |                 | 2:48         |
| 5.  | «Lord Hypnos»                           |                 | 4:03         |
| 6.  | «Dead Eternity»                         |                 | 5:03         |
| 7.  | «The Jester Race»                       |                 | 4:53         |
| 8.  | «December Flower»                       |                 | 4:12         |
| 9.  | «Wayfaerer» (инструментальная)          |                 | 4:42         |
| 10. | «Dead God in Me»                        |                 | 4:19         |

| №   | Название                             | Длительность |
| --- | ------------------------------------ | ------------ |
| 11. | «Goliaths Disarm Their Davids»       | 4:55         |
| 12. | «Gyroscope»                          | 3:23         |
| 13. | «Acoustic Medley» (инструментальная) | 2:32         |
| 14. | «Behind Space» (концертная запись)   | 3:36         |

| №   | Название                                | Длительность |
| --- | --------------------------------------- | ------------ |
| 1.  | «Dead Eternity»                         | 5:03         |
| 2.  | «The Jester Race»                       | 4:53         |
| 3.  | «Graveland»                             | 2:48         |
| 4.  | «Moonshield»                            | 5:04         |
| 5.  | «The Jester's Dance» (инструментальная) | 2:11         |
| 6.  | «December Flower»                       | 4:12         |
| 7.  | «Artifacts of the Black Rain»           | 3:17         |
| 8.  | «Dead God in Me»                        | 4:19         |
| 9.  | «Wayfaerer» (инструментальная)          | 4:42         |
| 10. | «Lord Hypnos»                           | 4:03         |
| 11. | «Dead Eternity» (демо)                  | 5:02         |
| 12. | «The Inborn Lifeless» (демо)            | 3:22         |

## Участники записи
In Flames
- Андерс Фриден — вокал
- Еспер Стрёмблад  — гитара, акустическая гитара, клавишные
- Гленн Юнгстрём  — гитара
- Юхан Ларссон — бас-гитара
- Бьорн Гелотте — ударные, дополнительная гитара

Приглашённые музыканты
- Fredrik Nordström — клавишные
- Оскар Дроньяк — вокал на «Dead Eternity»
- Kasper Dahlqvist — клавишные на «Wayfaerer»
- Фредрик Йоханссон — гитарное соло на «December Flower»
- Андерс Йиварп — ударные на 3, 5
- Henke Forss — сессионный вокал на "Subterranean"

Концепция текстов и названия песен разработаны Никласом Сундином и Андерсом Фриденом.
Текст песни «Dead Eternity» написан Jocke Gotberg.